# پرچم گینه

نسبت پرچم: ۲:۳

پرچم گینه در ۱۰ نوامبر ۱۹۵۸ اتخاذ شد.این پرچم دارای سه نوار عمودی قرمز و سبز و زرد می باشد.